# Hășmaș
Hășmaș è un comune della Romania di 1 382 abitanti, ubicato nel distretto di Arad, nella regione storica della Transilvania.
Il comune è formato dall'unione di 6 villaggi: Agrișu Mic, Botfei, Clit, Comănești, Hășmaș, Urvișu de Beliu.
La presenza umana nella zona è assai antica: nel 1968 sono stati scoperti nel villaggio di Clit i resti di un insediamento risalente al I secolo a.C.-I secolo d.C.; in un livello degli scavi sono stati rinvenuti resti di vasi in ceramica e di armi in ferro.
Il monumento più importante del comune è la chiesa in legno di Agrișul Mic, risalente al XVIII secolo.